# Вульф, Александр Александрович
Александр Александрович Вульф (1895, Опочецкий уезд, Псковская губерния — 1 апреля 1947) — советский учёный-электротехник, доктор технических наук, профессор Ленинградского политехнического института.

## Биография
Родился в 1895 г. в Опочецком уезде Псковской губернии.
В 1913 г. поступил в Санкт-Петербургский политехнический институт, профессором которого был его отец Александр Викторович Вульф (24.7.1867 – 1923), специалист по электрической тяге.
В 1921 г. с отличием окончил институт и был оставлен для преподавательской работы. Читал курс передачи электрической энергии и устойчивости работы электрических систем, сначала в качестве доцента, а затем профессора. В 1938 г. защитил докторскую диссертацию «Проблема сверхдальней передачи по линиям без ответвлений» и в том же году утверждён в звании профессора.
В 1938 г. издал учебник «Устойчивость параллельной работы электрических станций», выдержавший несколько изданий.
Автор научных исследований в области передачи электрической энергии на дальние расстояния и устойчивости работы электрических систем.
Параллельно с научно-педагогической вёл инженерную работу: в 1922 г. на Волховском строительстве, затем в ленинградском «Электротоке», на Свирском строительстве, где руководил группой по расчету линий электропередачи. В 1930—1932 гг. руководил в ЛЭФИ отделом устойчивости.
С 1932 г. в Средволгострое, а затем Гидроэнергопроекте под его руководством разработаны проекты высоковольтных сетей для второй очереди Днепровской электрической системы, для Чирчикгэс, Камгэс и др.
Во время Великой Отечественной войны, включая период блокады Ленинграда, работал в Ленэнерго, руководя группой режимов. По его расчетам были смонтированы линии электропередачи, проходившие кабельными вставками через Ладожское озеро и передававшие энергию Волховской ГЭС в город. Награждён медалями: «За оборону Ленинграда» и «За доблестный труд в Великой Отечественной войне».
Умер 1 апреля 1947 года.